# Francesc Benages Sánchez
Francesc Benages Sánchez (segle XX) va ser un sindicalista català actiu a Badalona. Militant de la Unió Socialista de Catalunya, el juliol de 1935 va ser elegit vicepresident del comitè executiu de la Secció local de la USC a Badalona. Va militar a la Unió General de Treballadors i, en esclatar la guerra civil, al PSUC. El juliol de 1936 va formar part, en representació de la UGT, del Comitè de Milícies Antifeixistes i de Salut Pública de Badalona. Des del 19 d'octubre de 1936 va representar el PSUC a l'Ajuntament de Badalona, i es va ocupar del departament d'Abastaments. L'any 1939 es va exiliar a França.